# 1992 UP
1992 UP är en asteroid i huvudbältet som upptäcktes den 19 oktober 1992 av de båda japanska astronomerna Seiji Ueda och Hiroshi Kaneda i Kushiro.
Asteroiden har en diameter på ungefär 17 kilometer och den tillhör asteroidgruppen Themis.